# 미와노에촌
미와노에촌(三輪野江村)은 사이타마현 기타카쓰시카군에 있던 촌이다.

## 역사
- 1889년 4월 1일 - 정촌제 시행에 수반해 기타카쓰시카군 미와노에촌이 성립하였다.
- 1955년 3월 1일 - 요시카와촌 및 아사히촌과 합병해 요시카와정이 되었다.

## 참고문헌
- 「角川日本地名大辞典」編纂委員会『角川日本地名大辞典11 埼玉県』、角川書店、1980年、ISBN 9784040011103

## 관련문헌
- 関東大震災の被害の様子 : 土木学会土木図書館
- 関東大震災の被害の様子 : 土木学会土木図書館